# エンスタタイト・コンドライト

« Saint Sauveur » エンスタタイト・コンドライト 1914

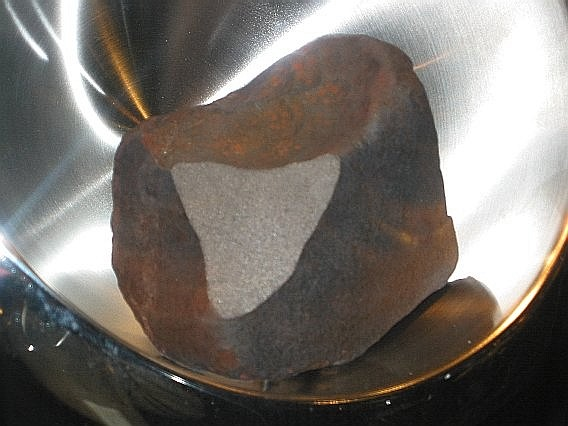
Neuschwanstein隕石（2002年落下）

エンスタタイト・コンドライト（Enstatite chondrites）は石質隕石の分類のひとつである。地球に落下した石質隕石のうち2％程度がエンスタタイト・コンドライトである。構成する主要な鉱物の輝石が頑火輝石（エンスタタイト）であるのでエンスタタイト・コンドライトと呼ばれる。
還元的な環境で形成されたと考えられ、鉄の酸化物は含まれず、鉄はFe-Niや硫化鉄の形で含まれている。エンスタタイト・コンドライトは地球では見られない、オルダマイト(oldhamite：CaS)やニニンジャライト(niningerite：MgS)、ペリライト（perryite：鉄､ニッケルの珪素化合物）、djerfisheriteや caswellsilveriteのようなアルカリ金属の硫化物が含まれる。酸素の同位体分析からは普通コンドライトと炭素質コンドライトの中間に位置し、地球や月の岩石に近い。大部分のエンスタタイト・コンドライトは母天体で熱変成を受けている。
エンスタタイト・コンドライトは金属成分の比率によって分類され金属の多いEH型（約29％鉄）とEL型（約22％鉄）に分類されるが共通の母天体で生成されたと考えられている。
エンスタタイト・コンドライトとして代表的なものにはエイビー隕石などがある。